# Lessingianthus floccosus
Lessingianthus floccosus là một loài thực vật có hoa trong họ Cúc. Loài này được (Gardner) H.Rob. mô tả khoa học đầu tiên năm 1988.